# Cheilotrichia (Empeda) toklat
Cheilotrichia (Empeda) toklat is een tweevleugelige uit de familie steltmuggen (Limoniidae). De soort komt voor in het Nearctisch gebied.